# Abel Vinha dos Santos
Abel Vinha dos Santos (ur. 1912, zm. 1939) – poeta portugalski. Posługiwał się między innymi formą sonetu (Uma noite sem fim anoiteceu...).